# Пілатуська залізниця
46°57′20″ пн. ш. 8°16′37″ сх. д. / 46.955556° пн. ш. 8.276944° сх. д.
Пілатуська залізниця (нім. Pilatusbahn, «Пілатусбан») — гірська зубчаста залізниця, яка знаходиться у Швейцарії, і є найстрімкішою зубчастою залізницею у світі (з максимальним градієнтом 48% і середнім градієнтом 35%). Вона здійснює перевезення від комуни Альпнахштад (нім. Alpnachstad) до гори Пілатус (до точки 2073 м над р.м.), що робить її найвищою залізницею в Обвальдені та другою за висотою в Центральній Швейцарії після лінії Фурко в Альпнахштаді. Пілатусбан з'єднується пароплавом з Брюнигбаном Центральбану через озеро Люцерн.
Ця лінія експлуатується АТ «Пілатус-Банен» (нім. Pilatus-Bahnen AG), якій також належать обидві канатні дороги з передмістя Крієнс (нім. Kriens) до схилу Фрекмюнтеґ (нім. Fräkmüntegg) і від схилу Фрекмюнтеґ до гори Пілатус.